# Понсако
Понсако (итал. Ponsacco) је насеље у Италији у округу Пиза, региону Тоскана.
Према процени из 2011. у насељу је живело 13683 становника. Насеље се налази на надморској висини од 22 м.

## Становништво
Према резултатима пописа становништва 2011. у општини је живело 15.237 становника.
| 1931. | 1936. | 1951. | 1961. | 1971.  | 1981.  | 1991.  | 2001.  | 2011.  |
| ----- | ----- | ----- | ----- | ------ | ------ | ------ | ------ | ------ |
| 6.012 | 6.135 | 6.894 | 8.237 | 10.650 | 11.701 | 12.131 | 12.576 | 15.237 |

## Партнерски градови
- Бриње
- Nanoro Department
- Тројхтлинген
- Agounit